# Gewerkschaft der Eisenbahner
Die österreichische Gewerkschaft der Eisenbahner (kurz GdE) war eine traditionsreiche Gewerkschaft in Österreich, die Ende 2006 durch eine Fusion in der Gewerkschaft vida aufging. Sie definierte sich selbst als soziale, politische und kulturelle Interessengemeinschaft für aktive und pensionierte Eisenbahner samt ihren Familien.
Mit genau 90.249 Mitgliedern war die GdE Ende des Jahres 2004 die sechstgrößte der 13 Fachgewerkschaften des Österreichischen Gewerkschaftsbundes. Ihr Aufbau war demokratisch, überparteilich und auf freiwillige Mitgliedschaft beruhend und für Mitglieder folgender Betriebe zuständig:
- alle Eisenbahnunternehmen in Österreich
- Österreichische Versicherungsanstalt für Eisenbahnen und Bergbau (VAEB)
- der Gewerkschaftsmitarbeiter selbst
- ehemalige Mitarbeiter in Pension mit vorausgegangener Anstellung bei einem der erwähnten Arbeitgeber.

## Aufbau der Organisation
Der Gewerkschaftstag ist das höchste Beschlussgremium einer jeden Gewerkschaft. Der ordentliche Gewerkschaftstag der GdE fand alle vier Jahre statt. Delegierte wählten dort: 
- den Vorsitzenden (letzter Vorsitzender war Wilhelm Haberzettl) und dessen Stellvertreter
- den Zentralsekretär und dessen Stellvertreter
- das Präsidium
- den Bundesvorstand
- den erweiterten Bundesvorstand
- die Kontrollkommission
- das Schiedsgericht

Die gewerkschaftliche Betreuung der Mitglieder unterteilte sich neben neun Regionssekretariaten (entsprechend der Bundesländer) in:
- 8 Fachvertretungen
  - Technologie/Planung/Bau
  - Traktion
  - Technische Services
  - Betrieb
  - Personen-/ Güterverkehr
  - Management Services
  - Privatbahnen
  - Pensionisten
- 2 Abteilungen
  - Frauen
  - Jugend
- 8 Fachbereiche
  - Wirtschaft
  - Recht
  - Finanz- und Rechnungswesen
  - Mitgliederservice
  - Hausverwaltung
  - EDV
  - Personalentwicklung und Weiterbildung
  - Soziales